# Catacumbas de Jajce
Las catacumbas de Jajce (en bosnio: Katakombe u Jajcu), también conocidas como la iglesia subterránea de Jajce o simplemente la cripta de Jajce en Jajce, Bosnia y Herzegovina, son el lugar histórico de sepultura de Hrvoje Vukčić Hrvatinić, un noble bosnio que fundó la ciudad y ordenó la construcción de la capilla subterránea con la cripta alrededor de 1400, la cual se terminó antes de 1416, a tiempo para su entierro. La cripta también debía servir como lugar de sepultura para la familia.

## Ubicación
El complejo subterráneo se encuentra en la parte suroeste de la ciudad amurallada de Jajce, en el barrio de la ciudad, justo debajo de la meseta entre Medvjed-kula y la iglesia de Santa María y su campanario de san Lucas. A lo largo de la historia, se construyeron en este lugar otros importantes edificios e instalaciones religiosas, como un convento franciscano, un cementerio y una torre independiente para su defensa. Inicialmente, esta zona de la ciudad se encontraba fuera de las murallas, pero las murallas la rodearon tras la segunda y tercera fase de la modernización de la fortificación durante el siglo XV.

## Historia

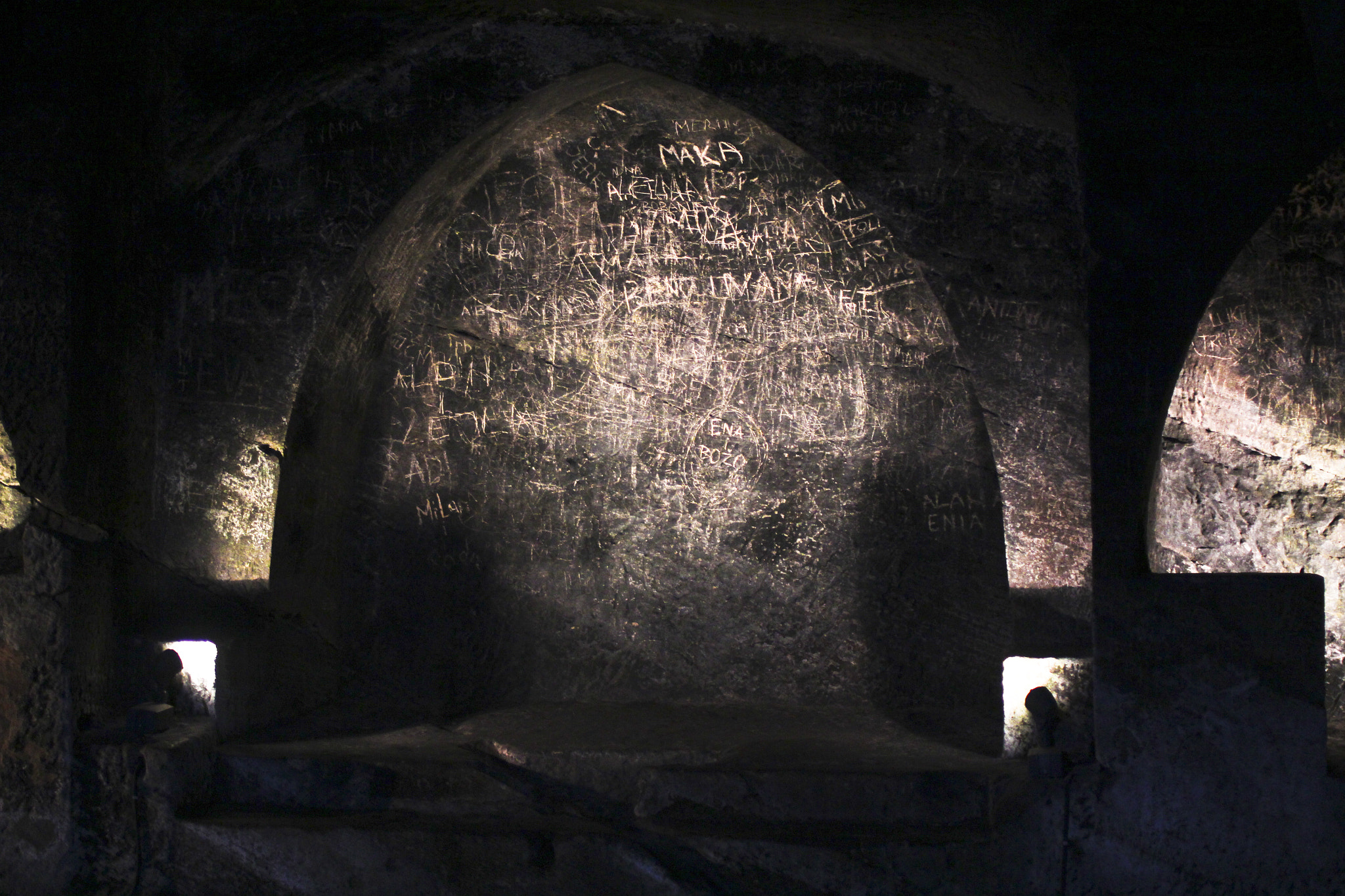
Interior de la catacumbas de Jajce.

La primera referencia a Jajce en fuentes escritas se remonta a 1396, cuando se menciona a Hrvoje Vukčić Hrvatinić como el conde de Jajce (conte di Jajcze), bajo cuyo mandato la ciudad experimentó un considerable desarrollo político y cultural, a finales de los siglos xiv y xv.
La estructura subterránea, ahora monumento histórico, fue construida alrededor de 1400, pero antes de 1416 cuando el gran duque de Bosnia, Hrvoje Vukčić, quien fundó la ciudad de Jajce y ordenó su construcción, murió y fue enterrado en su tumba. Es una estructura subterránea, concebida para ser una iglesia, con un nártex, un baptisterio con pilas bautismales, una nave y un cancel con un espacio de altar. La estructura está orientada de sur a norte, con la entrada desde el extremo sur. El complejo subterráneo fue excavado en la roca viva; esta cripta de dos niveles es pequeña y toscamente labrada, pero artísticamente medio iluminada y notable por los motivos de cruz, sol y luna creciente audazmente esculpidos (planta baja), un raro monumento conmemorativo sobreviviente de la Iglesia bosnia independiente.
Se dice que Tito se escondió aquí durante 1943 y firmó documentos de las segundas reuniones de la AVNOJ.